# Karl Gustav Specht
Karl Gustav Specht (* 16. August 1916 in Rheydt; † 1980 in St. Moritz) war ein deutscher Soziologe, Hochschullehrer und Mitbegründer der Gerontologie und Medizinsoziologie als universitäre Lehrfächer in Deutschland.

## Leben
Während des Zweiten Weltkrieges diente Specht als Oberleutnant der Reserve an der Ostfront.
Seine wissenschaftliche Karriere begann er als Assistent bei Leopold von Wiese an der Universität zu Köln. Später wurde er auf den Lehrstuhl für Soziologie im Sozialwissenschaftlichen Institut der Wirtschafts- und Sozialwissenschaftliche Fakultät der Friedrich-Alexander-Universität Erlangen-Nürnberg berufen. Gleichzeitig war er Direktor des Instituts für Freie Berufe und Direktor des Instituts für empirische Soziologie der Universität Erlangen-Nürnberg. 1956 übernahm Karl Gustav Specht den Lehrstuhl von Werner Ziegenfuß. Mit seinem Lehrstuhl war Specht vor allem an der wissenschaftlichen Ausbildung von Diplom-Sozialwirten beteiligt.

## Forschungsschwerpunkte
Spechts wissenschaftlicher Ansatz war durch die theoretische Analyse soziologischer Sachverhalte und ihrer Integration in die empirische Forschung auf dem Hintergrund einer humanwissenschaftlichen Sichtweise gekennzeichnet: Gerade der bedürftige Mensch bedürfe auch der wissenschaftlichen Expertise.

### Gerontologie
Zusammen mit dem Inhaber des Ersten Lehrstuhls für Altersmedizin (Geriatrie) in Deutschland, René Schubert, eingerichtet an der Universität Erlangen-Nürnberg im Klinikum Nürnberg, und mit dem späteren Präsidenten der Weltgesellschaft für Gerontologie, dem Bonner Psychologen Hans Thomae, zählt Karl Gustav Specht, so Ursula Lehr, zu den Begründern der interdisziplinären Gerontologie in Deutschland. Schon in den 1970er Jahren hatte Specht in seinem Schüler- und Mitarbeiterkreis alternssoziologische Studien angestoßen, welche die aktuell diskutierte Problematik und Herausforderungen des demographischen Umbruchs vorweggenommen hatten.

### Medizinsoziologie
Auch wird er zu den Wegbereitern der Medizinsoziologie in Deutschland gerechnet. Hier hatte Specht ebenfalls einen interdisziplinären Ansatz vorangetrieben, wie er Jahre später in den Gesundheitswissenschaften (Public Health) gepflegt wurde. Auf Specht gingen eine Vielzahl von Projekten zur Rehabilitationsforschung am Institut für empirische Soziologie und am Institut für Freie Berufe zurück, die heute noch das Wissenschaftsprofil der Institute prägen.

### Unternehmensführung und Verbraucherforschung
Weitere Schwerpunkte von Specht waren neben der empirischen Sozialforschung die Betriebssoziologie mit der Unternehmensführung und die Verbraucherforschung. Hier pflegte Specht interdisziplinäre Kontakte zur Betriebswirtschaftslehre.

## Namhafte Schüler
Schüler von Karl Gustav Specht sind Hendrik Fassmann, Christa Lindner-Braun, Bernhard Mann, Karl-Dieter Opp, Günter Wiswede u. a. Als Nachfolger auf seinen Lehrstuhl ist der Bielefelder Soziologe Günter Büschges berufen worden.

## Erinnerung von Cynthia Ozick
Cynthia Ozick führte kurz nach dem Zweiten Weltkrieg einen als akademischen Austausch organisierten Briefwechsel mit Specht. Darüber veröffentlichte sie 2022 in The Atlantic einen Essay unter dem Titel „The Wedding Present“.